# Egil Brenna Lund
Egil Brenna Lund est un footballeur norvégien, né le 1er février 1903 à Fredrikstad et mort le 26 octobre 1949. Il évoluait au poste de défenseur.

## Biographie
Il fait ses débuts dans l'équipe de sa ville natale, le Fredrikstad FK, le 15 octobre 1922 contre Ørn-Horten. Son style de jeu très physique est autant apprécié de ses supporters que décrié par ses détracteurs. Il quitte son club formateur pour le Red Star lors d'une unique saison, durant laquelle il remporte la Coupe de France de football 1927-1928. Il marque un but en finale contre le CA Paris. Il retourne dans son club de cœur et gagne la Coupe de Norvège de football en 1932.
En équipe nationale, il est sélectionné à 14 reprises. Il débute le 10 octobre 1926 contre la Pologne (défaite 4 à 3).

## Palmarès
- Vainqueur de la Coupe de France en 1928 avec le Red Star
- Vainqueur de la Coupe de Norvège en 1932 avec Fredrikstad